# Up In Smoke Tour
Up In Smoke Tour je bila Hip-Hop turneja u kojoj su sudjelovali Ice Cube, Eminem, Proof, Snoop Dogg, Dr. Dre, Nate Dogg, Kurupt, D12, MC Ren, Westside Connection, Mel-Man, Tha Eastsidaz, Doggy's Angels, Devin The Dude, Warren G, TQ, Truth Hurts i Xzibit.

## Lokacije
- 6/15 - Chula Vista, CA @ Coors Amphitheatre
- 6/16 - Anaheim, CA @ Arrowhead Pond
- 6/18 - Anaheim, CA @ Arrowhead Pond
- 6/19 - San Jose, CA @ San Jose Arena
- 6/24 - Portland, OR @ Rose Garden Arena
- 6/26 - Nampa, ID @ Idaho Center
- 6/30 - Indianapolis, IN @ Conseco Fieldhouse
- 7/1 - Columbus, OH @ Schottenstein Center
- 7/2 - Cleveland, OH @ Gund Arena
- 7/3 - Pittsburgh, PA @ Mellon Arena
- 7/4 - Toronto, ON @ Molson Amphitheatre
- 7/6 - Detroit, MI @ Joe Louis Arena
- 7/7 - Auburn Hills, MI @ Palace Of Auburn Hills
- 7/8 - Rosemont, IL @ Allstate Arena
- 7/9 - Milwaukee, WI @ Bradley Center
- 7/10 - Minneapolis, MN @ Target Center
- 7/13 - Rochester, NY @ Blue Cross Arena
- 7/14 - Albany, NY @ Pepsi Arena
- 7/15 - East Rutherford, NJ @ Continental Airline Arena
- 7/16 - Scranton, PA @ Toyota Pavilion at Montage Mountain|Coors Light Amph. @ Montage Mountain
- 7/18 - Philadelphia, PA @ First Union Spectrum
- 7/19 - Uniondale, NY @ Nassau Coliseum
- 7/20 - Worcester, MA @ The Centrum
- 7/21 - Worcester, MA @ The Centrum
- 7/22 - Hartford, CT @ Hartford Civic Center
- 7/25 - Buffalo, NY @ HSBC Arena
- 7/27 - Baltimore, MD @ Baltimore Arena
- 7/29 - Charlotte, NC @ Charlotte Coliseum
- 8/1 - Fort Lauderdale, FL @ National Car Rental Center
- 8/2 - Tampa, FL @ Ice Palace
- 8/4 - Atlanta, GA @ Lakewood Amphitheatre
- 8/5 - New Orleans, LA @ New Orleans Arena
- 8/6 - Houston, TX @ Astrodome U.S.A.
- 8/7 - Dallas, TX @ Starplex Amphitheatre
- 8/8 - San Antonio, TX @ Alamodome
- 8/10 - Phoenix, AZ @ America West Arena
- 8/11 - Las Vegas, NV @ Thomas & Mack Center
- 8/12 - Fresno, CA @ Selland Arena
- 8/13 - San Jose, CA @ San Jose Arena
- 8/15 - Tacoma, WA @ Tacoma Dome
- 8/16 - Vancouver, BC @ General Motors Place
- 8/18 - West Valley, UT @ E Center
- 8/20 - Englewood, CO @ Fiddler's Green Amph.
- 8/21 - Rabat, Morocco @ Megarama